# Цаворит
Цаворитът или цаволитът е разновидност на вида гросулар от групата на гранатите, калциево-алуминиев гранат с формула Ca3Al2Si3O12. Следи от ванадий или хром са причина за зеленото оцветяване.
През 1967 г. британският търсач на скъпоценни камъни и геолог Кембъл Бриджис открива находище на зелен гросулар в планините на област Симанджиро на регион Маняра в североизточна Танзания на място, наречено Лемшуко, на 15 km от Комоло, първото село. Екземплярите, които той намира, са с много интензивен цвят и висока прозрачност. Находката заинтересува търговците със скъпоценни камъни и са направени опити за износ на камъните, но правителството на Танзания не предоставя разрешителни.
Вярвайки, че находището е част от по-голяма геоложка структура, която вероятно се простира и в Кения, Бриджис започва проучвания в тази държава. Той постига втори успех през 1971 г., когато открива минерала там и получава разрешение за добив на находището. Скъпоценният камък е бил известен само на специалистите по минерали до 1974 г., когато „Тифани и Ко“ стартират маркетингова кампания, която донася по-широко признание на камъка.
Бриджис е убит през 2009 г., когато тълпа напада него и сина му в техния имот в Национален парк „Цаво Ийст“. Смята се, че атаката е свързана с тригодишен спор за достъпа и контрола върху мините за скъпоценни камъни на Бриджис.
Името „цаворит“ е предложено от президента на  „Тифани и Ко“ Хенри Плат в чест на Националния парк „Цаво Ийст“ в Кения. Освен в Кения и Танзания минералът е открит и в провинция Толиара (Тулеар), Мадагаскар. Малки находища на скъпоценния материал са открити в Пакистан и Земята на кралица Мод, Антарктика. Все още не са открити други находища на цаворит.
Цаворитът е открит в големи размери, надхвърлящи няколко карата (1 карат = 200 mg). В края на 2006 г. е открит кристал 925 карата (185,0 g). Той дава овален смесено изрязан камък от 325 карата (65 g), един от най-големите, ако не и най-големият фасетиран цаворит в света. Кристал, който дава овален скъпоценен камък със смесена изработка от 120,68 карата (24,136 g) е открит и в началото на 2006 г. Лъвът на Мерелани е квадратен цаворит, изрязан в правоъгълна форма, който тежи 116,76 карата и има 177 фасети. Изложен е в Смитсоновия институт.
Цаворитът се образува през неопротерозойско метаморфно събитие, което включва широко нагъване и повторно нагъване на скалата.